# Diego Paco
Diego Jovany Paco Mamani (35) es ingeniero comercial y magíster en marketing y dirección estratégica. Actualmente se desempeña como gobernador regional de Arica y Parinacota, cargo que ejerce desde el 6 de enero de 2025. Es el primer gobernador regional de origen aymara, hito que refleja la riqueza cultural y la diversidad del norte de Chile.
A lo largo de su trayectoria, ha combinado la gestión pública con una destacada experiencia en el mundo privado. Fue emprendedor, liderando con éxito diversos proyectos en el ámbito del comercio y los servicios, siempre con un fuerte arraigo en el norte de Chile. Su visión estratégica y su capacidad de liderazgo lo posicionaron como una figura relevante en el desarrollo productivo local.
Antes de asumir como gobernador, ejerció como consejero regional de Arica y Parinacota, donde participó activamente en la planificación territorial y la inversión pública. También fue voluntario del Cuerpo de Bomberos de Arica, demostrando un compromiso concreto con el servicio a la comunidad.
Su gestión como gobernador se caracteriza por una mirada integral del desarrollo regional, con énfasis en la conectividad, la seguridad, el orden migratorio, la eficiencia en el uso de los recursos públicos y la recuperación del rol del Estado en las zonas más postergadas.

## Historial electoral

### Elecciones de consejeros regionales de 2017
- Elecciones de consejeros regionales de 2017, para consejero regional por la circunscripción provincial de Arica (Arica y Camarones).

### Elecciones parlamentarias de 2021
- Elecciones parlamentarias de 2021, candidato a diputado por el distrito N°1 de (Arica, Camarones, Putre y General Lagos).

### Elecciones regionales de 2024
- Elecciones regionales de 2024, para gobernador por la región de Arica y Parinacota.